# (24162) Askaci
(24162) Askaci est un astéroïde de la ceinture principale d'astéroïdes.

## Description
(24162) Askaci est un astéroïde de la ceinture principale d'astéroïdes. Il fut découvert le 17 novembre 1999 à Olathe (Kansas) par Larry Robinson (astronome). Il présente une orbite caractérisée par un demi-grand axe de 2,78 UA, une excentricité de 0,02 et une inclinaison de 1,8° par rapport à l'écliptique.

## Compléments